# 고규홍
고규홍(1960년 ~ )은 대한민국 나무 칼럼니스트이자 대학교수이다. 1960년 경기 인천에서 출생하였으며 서강대학교 국어국문학과를 졸업했다. 12년 간 일간지의 기자를 하기도 하였으며 기자를 그만둔 후에는 전국 각지의 나무를 찾아다니며 나무와 관련된 칼럼, 방송, 강연 등을 하고 있다. 《고규홍의 한국의 나무 특강》, 《나무가 말하였네》 등 20여 권의 나무 관련 책을 출판하였다. 2000년부터 조인스닷컴, 미디어다음 등의 디지털미디어, '이코노미스트' '아이위클리' '중앙일보' '서울신문' 등 여러 매체에 나무칼럼을 쓰고 있으며, '노거수'에 관한 한 국내에서 가장 많은 정보를 가진 전문가로 인정받고 있다. MBC, KBS, EBS와 교통방송, 불교방송 등의 라디오 프로그램에서 나무 이야기 코너를 진행했다.
충남 태안군의 천리포수목원의 법인 감사(2003-2013)를 거쳐 현재 이사를 지내고 있으며 2003년부터 한림대학교 언론정보학부 겸임교수, 2006년부터는 인하대학교 사회과학부 겸임교수도 겸하고 있다.

## 저서
- 2003년 《이 땅의 큰나무》(눌와)
- 2006년 《알면서도 모르는 나무 이야기》(사계절)
- 2007년 《춘천 문화유산답사기》(한림대학교언론정보학부)
- 2007년 《주말이 기다려지는 행복한 나무여행》(터치아트)
- 2007년 《나무 칼럼니스트 고규홍의 옛집의 향기, 나무》(들녘)
- 2008년 《나무가 말하였네1》(마음산책)
- 2008년 《베토벤의 가계부》(마음산책)
- 2009년 《나무의 속삭임》(올림)
- 2009년 《대한민국 여행사전》(터치아트)
- 2010년 《절집나무》(올림)
- 2010년 《동행》(올림)
- 2010년 《느티나무》(다산기획)
- 2010년 《은행나무》(다산기획)
- 2010년 《소나무》(다산기획)
- 2010년 《주말이기다려지는 행복한 나무여행-개정판》(터치아트)
- 2011년 《천리포에서 보낸 나무편지》(아카이브)
- 2012년 《나무가 말하였네2》(마음산책)
- 2012년 《고규홍의 한국의 나무 특강》(휴머니스트)
- 2014년 《천리포수목원의 사계 1,2》(휴머니스트)
- 2015년 《도시의 나무 산책기》(마음산책)